# Cesare Fantoni

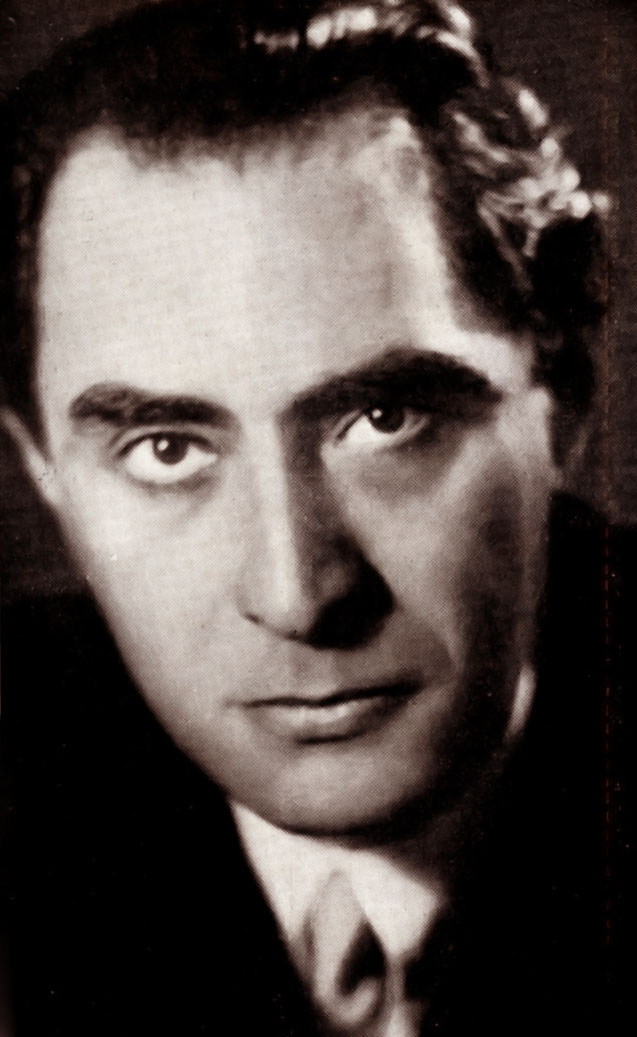
Cesare Fantoni (1954)

Cesare Fantoni (* 1. Februar 1905 in Bologna; † 15. Januar 1963 in Rom) war ein italienischer Schauspieler.
Fantoni wirkte hauptsächlich als Theaterschauspieler, des Öfteren unter der Regie von Luchino Visconti. Ab 1937, seinem Beginn unter Enrico Guazzoni, war er immer wieder auch in Spielfilmen zu sehen, sodass er bis zu seinem Tode in fast 90 Filmen zu sehen war. Dabei ließ er, meist mit tragenden Nebenrollen und nie mit der Starrolle betraut, sich nie auf einen Rollentypus festlegen und überzeugte durch seine Wandlungsfähigkeit. Auch als Synchronsprecher war Fantoni gefragt.
Sein Sohn ist der Schauspieler Sergio Fantoni.

## Filmografie (Auswahl)
- 1937: Il dottor Antonio
- 1941: Die Verlobten (I promessi sposi)
- 1942: Karawane (Una signora dell’Ovest)
- 1947: Der weiße Teufel (Il diavolo bianco)
- 1948: Sklaven des Lasters (Una lettera all´alba)
- 1949: Antonius von Padua (Antonio di Padova)
- 1950: Süßer Reis (L'inafferabile 12)
- 1952: Anita Garinbaldi (Camicie rosse)
- 1952: Die Helden des Sonntags (Gli eroi della domenica)
- 1952: Im Zeichen des Verschwörers (Il segreto delle tre punte)
- 1953: Am Rande der Großstadt (Ai margini della metropoli)
- 1953: Frine, Sklavin der Liebe (Frine, cortigiana d'Oriente)
- 1953: Der Korsar des Königs (Capitan Fantasma)
- 1953: Die Plünderung Roms (Il sacco di Roma)
- 1953: Römischer Reigen (Villa Borghese)
- 1953: Vergib mir Madonna (Noi peccatori)
- 1954: Torpedomänner greifen an (Siluri umani)
- 1956: Saragossa (Orlando e i paladini di Francia)
- 1957: Clorinda, die Sarazenin (La Gerusalemme liberata)
- 1959: Der Gefangene der Sarazenen (I reali di Francia)
- 1959: Herkules und die Königin der Amazonen (Ercole e la regina di Lidia)
- 1960: Archimedes – der Löwe von Syrakus (L'assedio di Siracusa)
- 1960: Kampf um Rom (La vendetta dei barbari)
- 1960: Karthago in Flammen (Cartagine in fiamme)
- 1960: Die Liebesnächte des Herkules (Gli amori di Ercole)
- 1961: Maciste besiegt die Feuerteufel (Il trionfo di Maciste)
- 1962: Die drei Musketiere der Meere (I moschettieri del mare)
- 1962: Julius Cäsar, der Tyrann von Rom (Giulio Cesare, il conquistatore delle Gallie)